# Underdog (album Kacpra HTA)
Red Pill – siódmy album studyjny polskiego rapera Kacpra HTA. Wydawnictwo ukazało się 20 grudnia 2019 nakładem wytwórni muzycznej Ghetto Records w dystrybucji Step Hurt.
Album jest utrzymany w stylu muzyki hip-hop. Składa się z wersji standardowej (1 CD).
Płyta dotarła do 23. miejsca polskiej listy sprzedaży – OLiS. Wydawnictwo uzyskało status złotej płyty, przekraczając liczbę 15 tysięcy sprzedanych kopii.

## Lista utworów
Opracowano na podstawie materiału źródłowego.
| Underdog – Wersja standardowa | Underdog – Wersja standardowa                           | Underdog – Wersja standardowa |
| Nr                            | Tytuł utworu                                            | Długość                       |
| ----------------------------- | ------------------------------------------------------- | ----------------------------- |
| 1.                            | „Intro”                                                 | 0:28                          |
| 2.                            | „Mrok” (oraz Gibbs)                                     | 3:35                          |
| 3.                            | „Martwi poeci” (oraz Avi)                               | 3:26                          |
| 4.                            | „Underdog”                                              | 4:23                          |
| 5.                            | „Winda”                                                 | 3:22                          |
| 6.                            | „Rentgen”                                               | 2:59                          |
| 7.                            | „Nie jest tak źle” (oraz Fonos)                         | 4:35                          |
| 8.                            | „Kadeci rapu” (oraz Małach, Rufuz)                      | 3:49                          |
| 9.                            | „Love song pt. 2”                                       | 2:46                          |
| 10.                           | „Puta Madre”                                            | 3:07                          |
| 11.                           | „Biegniemy na szczyt” (oraz Kabe, Oliver Olson, Nizioł) | 4:32                          |
| 12.                           | „Toksyczny” (oraz Kartky)                               | 4:43                          |
| 13.                           | „Ambicja”                                               | 3:24                          |
| 14.                           | „Outro”                                                 | 0:38                          |
| 15.                           | „5 lat”                                                 | 3:07                          |
| 16.                           | „Będą mówili”                                           | 2:45                          |
| 17.                           | „Ostatni sprawiedliwy”                                  | 2:55                          |
| 18.                           | „Na końcu”                                              | 3:03                          |
|                               |                                                         | 57:37                         |

## Pozycja na liście sprzedaży

### Pozycja na liście tygodniowej
| Kraj   | Lista (2020)  | Najwyższa pozycja |
| ------ | ------------- | ----------------- |
| Polska | OLiS – albumy | 23                |

## Certyfikaty
| Kraj          | Certyfikat  | Sprzedaż |
| ------------- | ----------- | -------- |
| Polska (ZPAV) | złota płyta | 15 000+  |